# 여성전용 주차공간

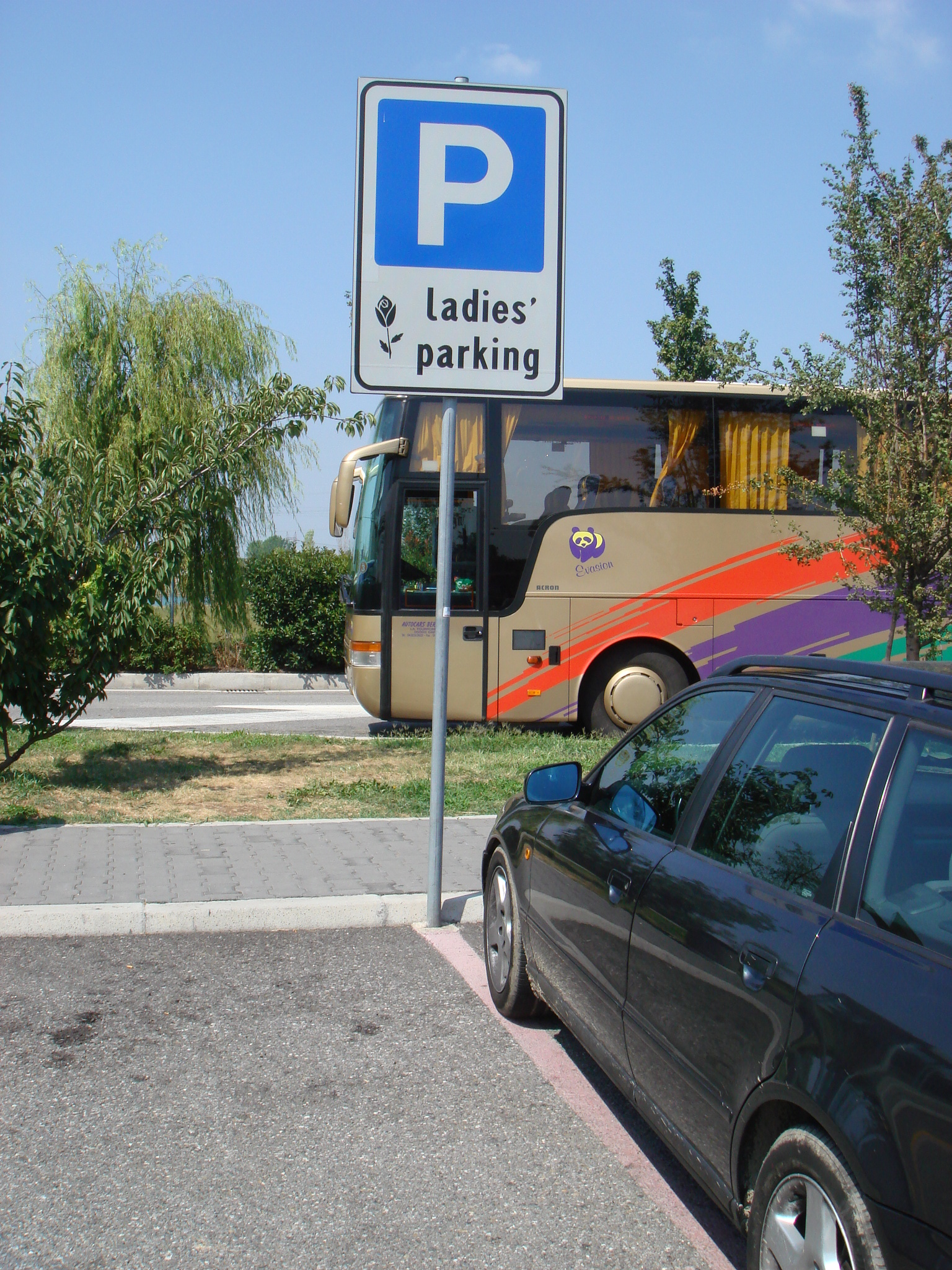
이탈리아의 한 휴게소의 여성전용 주차공간.

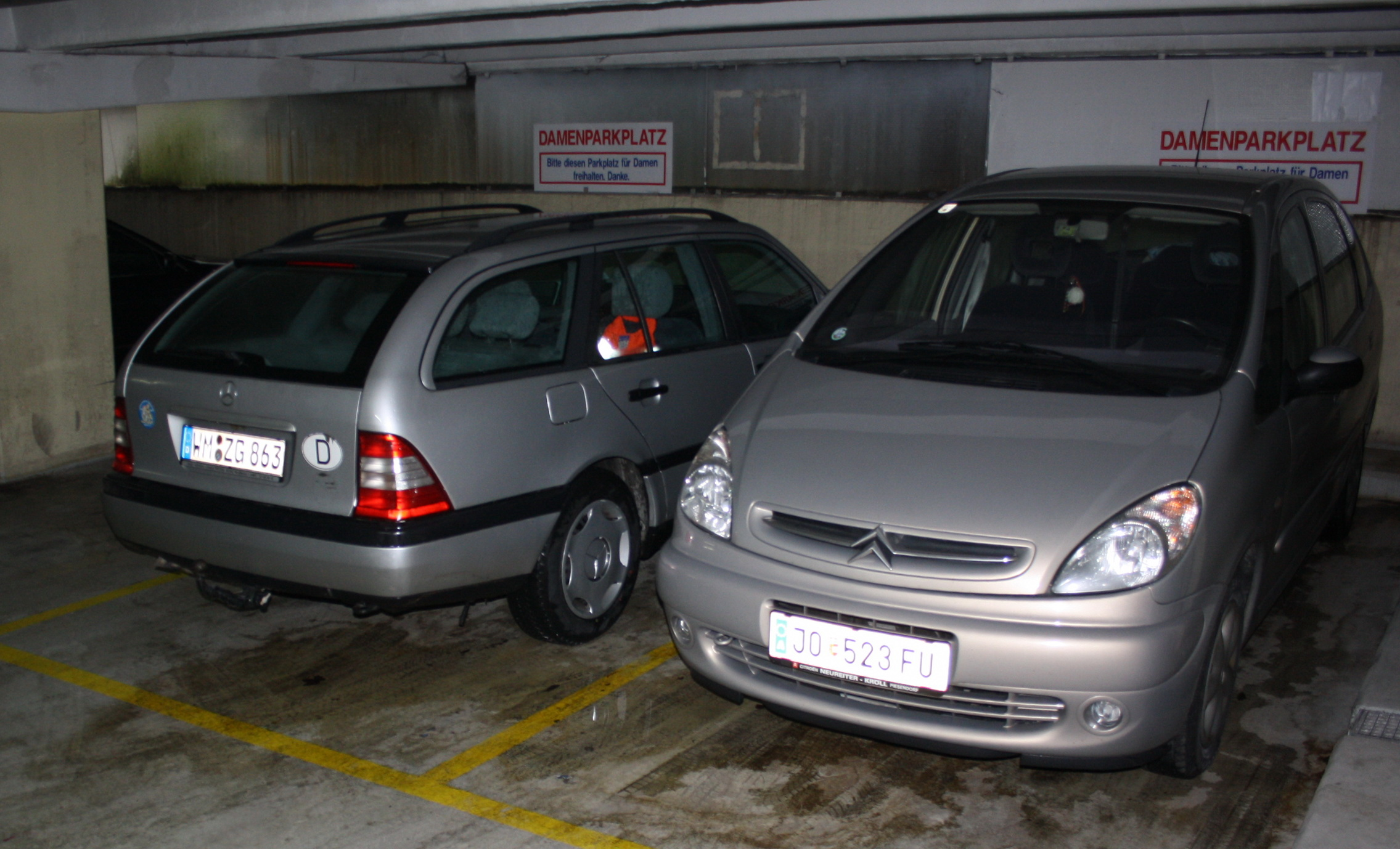
오스트리아의 한 차고에 있는 여성전용 주차공간.

여성전용 주차공간(女性專用駐車空間, women's parking spaces)의 정식 명칭은 여성 우선 주차 공간으로, 실제로는 남녀노소 모두 이용 가능하다. 다만 여성 운전자에게 양보하라고 권장하는 자리이다.
주차장은 인적이 드물어 범죄의 현장이 되기 좋다. 특히 여성 대상 범죄율이 매우 높아 여성의 안전을 보장하기 위해 만들어졌다. 때문에 여성전용 주차공간은 CCTV 사각지대가 아닌 곳에 위치해야 하며 차고 출구나 주차장 근처에 위치하여 여성의 안전을 확보해야 한다는 법규가 있다.
또한, 여성전용 주차공간은 일반 주차장 칸보다 조금 더 넓은 칸을 사용하는데, 이는 임산부가 차에서 내릴 시 편리하게 나오게 하기 위함이다. 아이와 동반한 경우 특히 카시트를 사용하는 아이의 승하차시 옆차와의 간격이 좁을 경우 승하차가 어렵거나 안전사고 위험이 있기 때문이다. 실질적으로 보면 여성 운전자에게 운전권을 보장하기 위한 취지와도 관계가 있는 것을 보이게 된다.

## 여성전용 주차공간이 있는 나라
대한민국, 중국, 말레이시아, 인도네시아, 태국, 아랍에미리트, 사우디아라비아, 독일, 오스트리아, 스위스, 룩셈부르크, 네덜란드에 있고 쿠웨이트, 튀르키예, 영국, 오스트레일리아에도 드물게 있다. 특히 독일 바덴뷔르템베르크주의 주차공간 규정에 따르면, 대형 주차공간의 모든 공간의 최소 10%는 여성을 위해 예약되어야 한다. 브란덴부르크주의 주차공간 규정은 공간의 최소 30%가 여성을 위한 것이어야 한다고 규정하고 있다. 이탈리아, 크로아티아, 러시아에도 여성전용 주차공간이 드물게 있었지만 현재는 폐지되었다.
대한민국에는 경기도, 강원도, 경상북도, 경상남도, 충청남도, 전라북도, 전라남도, 부산광역시, 대구광역시, 광주광역시에서 시행하고 있으며 2021년에 충청북도에서 여성전용 주차공간을 폐지하고 배려 주차장으로 대체, 2023년에 서울특별시에서는 여성전용 주차공간을 폐지하고 가족우선 주차장으로 대체하였다.

## 같이 보기
- 남성전용 주차공간
- 성별격리
- 여성의 권리
- 여성전용공간